# Oslava
Oslava er en flod i Den Tjekkiske Republik, en venstre biflod til Jihlava-floden. Den har sit udspring i det bøhmisk-mähriske højland i en højde af 567 moh. og løber til Ivančice, hvor den løber ind i Jihlava-floden. Den er 99,2 km lang, og dens afvandingsområde er 867 km2.
Den løber gennem adskillige byer og landsbyer, bl.a. Nové Veselí, Ostrov nad Oslavou, Velké Meziříčí, Náměšť nad Oslavou, Oslavany og Ivančice. Floden danner Mostiště Reservoir.
Dens længste bifloder er floderne Balinka og Chvojnice.

## Historie
Den første skriftlige omtale af floden er fra 1146, hvor den blev kaldt Ozlawa i en latinsk tekst.

## Fauna
Der blev registreret 16 arter af vandlevende bløddyr i Oslava-floden: 8 arter af gastropoder og 8 arter af muslinger. Der lever truede arter af toskallede Unio crassus ved den nedre del af floden.